# ヌカイ・ペニアミナ
ヌカイ・ペニアミナ（Nukai Peniamina, 生没年不明）は、1846年に最初にニウエにキリスト教を持ち込んだ人物 。彼はロンドン伝道協会によってサモアでキリスト教へと入信しており、宣教師団と共にニウエを訪れた。首都アロフィから道を北に5キロほど行くと左側に墓がある 。